# Diana Arismendi

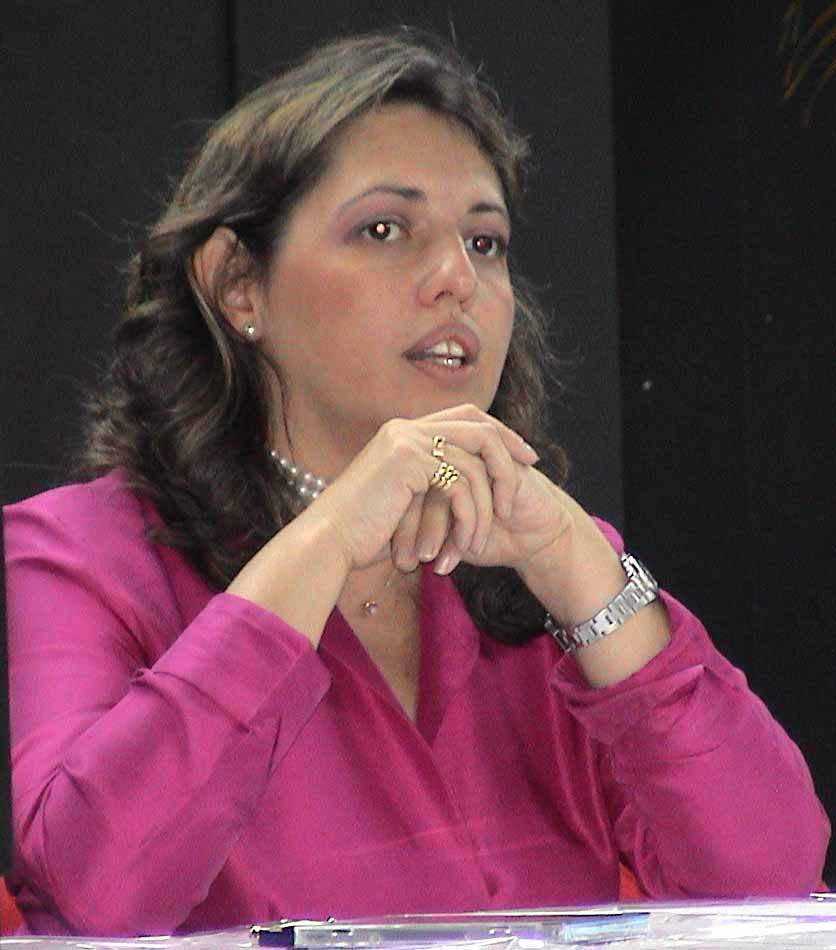
Diana Arismendi

Diana del Valle Arismendi (* 1962 in Caracas) ist eine venezolanische Komponistin.

## Leben
Arismendi absolvierte ein Studium an der École Normale de Musique de Paris, das sie 1986 mit einem Diplom in Komposition und dem ersten Preis in Musikanalyse abschloss. Danach absolvierte sie bis 1994 ein Promotionsstudium an der Catholic University of America in Washington, D.C. Sie ist unterrichtet zeitgenössische Musik am Instituto Universitario de Estudios Musicales (IUDEM). Daneben ist sie Direktorin des Festival Latinoamericano de Música in Caracas und seit 1996 Vizepräsidentin der Sociedad Venezolana de Música Contemporánea.

## Werke
- Ficciones für Mezzosopran und Orchester
- Tres noches sin luna für Klarinette
- Solar für Marimba
- Cantos für Klavier
- Escenas de la pasión según San Marcos für Sinfonieorchester und Sprecher
- Aves mías y Señales en el cielo für Klavier
- Tres Hexagramas für Gitarre und Flöte
- Paraíso perdido für Mezzosopran und Klavier
- Clamores für zwei Klaviere und Schlagzeug
- Blanco für Bläserquintett
- Cantos I  für Klavier, 1992
- Cantos II für Flöte, 1997
- Cantos III für Harfe und Flöte, 1999
- Cantos IV für Horn, 2004
- Cantos de Sur y Norte für Sinfonieorchester, 2006–07

| Personendaten    | Personendaten                                            |
| ---------------- | -------------------------------------------------------- |
| NAME             | Arismendi, Diana                                         |
| ALTERNATIVNAMEN  | Arismendi de Pérez, Diana del Valle (vollständiger Name) |
| KURZBESCHREIBUNG | venezolanische Komponistin                               |
| GEBURTSDATUM     | 1962                                                     |
| GEBURTSORT       | Caracas                                                  |